# Myzostoma toliarense
Myzostoma toliarense is een ringworm uit de familie Myzostomatidae.
Myzostoma toliarense werd in 2003 voor het eerst wetenschappelijk beschreven door Lanterbecq & Eeckhaut.